# Melomys burtoni
Melomys burtoni  (Ramsay, 1887) è un roditore della famiglia dei Muridi diffuso nell'Ecozona australasiana.

## Descrizione

### Dimensioni
Roditore di medie dimensioni, con la lunghezza della testa e del corpo tra 90 e 170 mm, la lunghezza della coda tra 90 e 170 mm, la lunghezza del piede tra 23 e 25 mm, la lunghezza delle orecchie tra 16 e 18 mm e un peso fino a 120 g.

### Aspetto
La pelliccia è corta, densa e soffice. Le parti superiori variano dal grigio-brunastro al color zenzero, i fianchi sono giallo-arancioni, mentre le parti ventrali sono bianco crema. Le orecchie sono corte, rotonde e grigio chiare. Il dorso dei piedi è grigio scuro. La coda è lunga come la testa e il corpo, grigio-brunastro sopra, priva di pigmento sotto e ricoperta di scaglie, ognuna corredata da tre peli. Il cariotipo è 2n=48 FN=52.

## Biologia

### Comportamento
È una specie notturna e prevalentemente arboricola.

### Alimentazione
Si nutre di steli d'erba, bacche, frutta coltivata, canna da zucchero, a causa della quale è considerata una piaga dagli agricoltori,  ed insetti come le cavallette.

### Riproduzione
Si riproduce durante la stagione secca. Le femmine danno alla luce fino a 5 piccoli per più volte durante l'anno.

## Distribuzione e habitat
Questa specie è diffusa lungo le coste dell'Australia Occidentale settentrionale, Territorio del Nord, Queensland e Nuovo Galles del Sud settentrionale. È inoltre presente nel bacino del Fiume Fly, nella parte centro-meridionale della Nuova Guinea e su Halmahera, nelle Isole Molucche settentrionali.
Vive nelle praterie alte, nei campi di papiro, nelle savane alberate aperte, paludi all'interno di foreste umide tropicali, mangrovie e boscaglie fino a 1.200 metri di altitudine.

## Tassonomia
Sono state riconosciute 11 sottospecie:
- M.b.burtoni: Costa settentrionale dell'Australia Occidentale;
- M.b.albiventer (Kellogg, 1945): Coste settentrionali del Territorio del Nord;
- M.b.australius (Thomas, 1924): Penisola di Capo York;
- M.b.callopes (Finlayson, 1943): Coste centrali e meridionali del Queensland, coste centro-orientali del Nuovo Galles del Sud;
- M.b.halmaheraensis (Fabre, Fitriana, Semiadi, Pages, Aplin, Supriatna & Helgen, 2017): Halmahera[4];
- M.b.insulae (Troughton & Le Souef, 1929): Isola Hinchbrook, lungo le coste nord-orientali del Queensland;
- M.b.littoralis (Lönnberg, 1916): coste nord-orientali del Queensland;
- M.b.melicus (Thomas, 1913): Isola Melville, Territorio del Nord;
- M.b.mixtus (Troughton, 1935): Groote Eylandt, Territorio del Nord;
- M.b.murinus (Thomas, 1913): Isola Murray, Stretto di Torres;
- M.b.muscalis (Thomas, 1913): Nuova Guinea centro meridionale.

## Conservazione
La IUCN Red List, considerato il vasto areale e la popolazione numerosa, classifica M.burtoni come specie a rischio minimo (Least Concern).